# Donato Raffaele Sbarretti Tazza
Donato Raffaele Sbarretti Tazza, né le 12 novembre 1856 à Montefranco et mort le 1er avril 1939 à Rome, est un cardinal italien du début du XXe siècle. Il est un neveu du cardinal Enea Sbarretti.

## Biographie
Donato Sbarretti étudie à Spolète et à Rome. Après son ordination il est notamment professeur à l'Athénée pontifical de Propaganda Fide et auditeur à la délégation apostolique aux États-Unis. Il est élu évêque de San Cristobal de la Habana en 1900, promu archevêque titulaire de Gortyne (de) et transféré comme archevêque titulaire d'Éphèse (de) en 1901 et délégué apostolique extraordinaire aux Philippines (en). En 1902 il est nommé délégué apostolique au Canada et en 1910 délégué apostolique de Terranove. En 1910 il est nommé secrétaire de la Congrégation pour les Religieux.
Le pape Benoît XV le crée cardinal lors du consistoire du 4 décembre 1916. Le cardinal Sbarretti est nommé camerlingue du Sacré Collège en 1926 et il est préfet de la Congrégation du Concile de 1919 à 1930. De 1930 à 1939 il est secrétaire du Saint-Office. Sbarretti est nommé aussi vice-doyen du Collège des cardinaux en 1935.
Le cardinal Sbarretti participe au conclave de 1922, lors duquel Pie XI est élu et au conclave de 1939 (élection de Pie XII). Il meurt le 1er avril 1939 à l'âge de 82 ans.